# William J. Whittemore
Pour les articles homonymes, voir Whittemore.
William John Whittemore, né le 26 mars 1860 à New York, et mort en 1955 à East Hampton, est un artiste peintre et aquarelliste américain.

## Biographie
William John Whittemore naît le 26 mars 1860 à New York
Il est formé à l'Art Students League à New York, et auprès de Lefebvre et Benjamin-Constant à Paris. Il est membre de l'American Federation of Arts.
Il meurt en 1955 à East Hampton.